# Duroia
Pour les articles homonymes, voir Duroia.
Genre
Synonymes
Selon Tropicos (9 juin 2024)
- Coupoui Aubl.

Selon GBIF (9 juin 2024)
- Coupoui Aubl.
- Coupuia C.S.Rafinesque
- Coupuya C.S.Rafinesque
- Cupirana Miers
- Cupuia Raf.
- Pubeta L.
- Schachtia H.Karst.

Duroia est un genre de plantes à fleurs néotropicale, appartenant à la famille des Rubiaceae, comptant 40 à 50 espèces, et dont l'espèce type est Duroia eriopila. 

## Description
Duroia regroupe des arbres ou arbustes, non armés, terrestres, dioïques, souvent habités par des fourmis.
Les tiges sont souvent myrmécophiles et gonflées, souvent avec certains entrenoeuds nettement prolongés.
Les feuilles sont opposées ou 3-5-verticilles, parfois gonflées et myrmécophiles à la base, sessiles à pétiolées, nervation non linéolée ; stipules calyptrées (c'est-à-dire réunies en un chapeau conique), densément séricigènes à hirsutes, caducs, circumscissiques ou parfois se séparant d'un côté et paraissant spathacées. 
L'inflorescence est terminale, bractéée, staminée à trois ou plusieurs fleurs, subcapitée à fasciculée ou cymeuse, pistillée à une ou plusieurs fleurs, capitée ou similaire à la staminée.
Les fleurs sont moyennes à grandes, unisexuées, sessiles à pédicellées. 
Les fleurs staminées ont l'hypanthium réduit, le limbe du calice subtronqué à denté, à 5-8 lobes, sans calycophylles, la corolle salviforme, blanche à crème, extérieurement densément séricigène à hirsute, intérieurement glabre ou diversement pubescente, lobes 5-8, convolutés dans le bouton, 5-8 étamines, insérées dans le tube de la corolle ; anthères subsessiles, étroitement oblongues, dorsifixes, incluses, et le pistillode présent, semblable au style et au stigmate. 
Les fleurs pistillées ont l'hypanthium turbiné à hémisphérique, le calice et la corolle semblables aux staminés ou parfois plus grands, la corolle ayant jusqu'à 12 lobes, les staminodes présents, semblables aux anthères, et l'ovaire 1-loculaire, avec des ovules nombreux dans chaque locule, sur des placentas pariétaux.
Le fruit est une bie subglobuleuse, charnue, jaune-vert à brun.
Les graines sont de taille moyenne, comprimées, suborbiculaires, lisses, noyées dans la pulpe.

## Répartition
Duroia est un genre néotropical représenté de l'Amérique centrale au Brésil, en passant par Trinidad et Tobago, la Colombie, le Venezuela, le Guyana, le Suriname, la Guyane, l'Équateur, le Pérou, et la Bolivie.

## Liste des espèces et variétés
Selon GBIF (9 juin 2024) :
- Duroia amapana Steyerm.
- Duroia aquatica (Aubl.) Bremek.
- Duroia bolivarensis Steyerm.
- Duroia costaricensis Standl.
- Duroia duckei Huber
- Duroia eriopila L.f.
- Duroia fusifera Spruce ex K.Schum.
- Duroia genipoides Hook.f. ex K.Schum.
- Duroia gransabanensis Steyerm.
- Duroia hirsuta (Poepp.) K.Schum.
- Duroia hirsutissima Steyerm.
- Duroia hispida Ducke
- Duroia kotchubaeoides Steyerm.
- Duroia laevis Devia Perss. & C.M.Taylor
- Duroia longiflora Ducke
- Duroia longifolia (Poepp.) K.Schum.
- Duroia macrophylla Huber
- Duroia maguirei Steyerm.
- Duroia martiniana (Miers) Bremek.
- Duroia melinonii Standl.
- Duroia merumensis Steyerm.
- Duroia micrantha (Ladbr.) Zarucchi & J.H.Kirkbr.
- Duroia nitida Steyerm.
- Duroia palustris Ducke
- Duroia paraensis Ducke
- Duroia paruensis Steyerm.
- Duroia petiolaris Spruce ex K.Schum.
- Duroia plicata Benoist
- Duroia prancei Steyerm.
- Duroia retrorsipila Steyerm.
- Duroia saccifera (Mart. ex Schult. & Schult.f.) K.Schum.
- Duroia saccifera Benth. & Hook.f., 1873
- Duroia sancti-ciprianii Devia Perss. & C.M.Taylor
- Duroia soejartoi D.R.Simpson
- Duroia strigosa Steyerm.
- Duroia surinamensis Benth. & Hook.f., 1873
- Duroia trichocarpa Standl.
- Duroia triflora Ducke
- Duroia valesca C.H.Perss. & Delprete
- Duroia velutina Hook.f. ex K.Schum.

Selon Tropicos (9 juin 2024) (Attention liste brute contenant possiblement des synonymes) :
- Duroia amapana Steyerm. 1965
- Duroia aquatica (Aubl.) Bremek. 1934
- Duroia bolivarensis Steyerm. 1965
- Duroia costaricensis Standl. 1919
- Duroia duckei Huber 1914
- Duroia eriopila L. f. 1781 [1782]
- Duroia fusifera Hook. f. ex K. Schum. 1889
- Duroia genipifolia Standl. & Steyerm. 1940
- Duroia genipoides Hook. f. ex K. Schum. 1889
- Duroia genipoides Spruce ex Hook. f. 1873
- Duroia gransabanensis Steyerm. 1965
- Duroia hirsuta (Poepp.) K. Schum. 1889
- Duroia hirsutissima Steyerm. 1981
- Duroia hispida Ducke
- Duroia kotchubaeoides Steyerm. 1965
- Duroia laevis Devia, C.H. Perss. & C.M. Taylor 1999
- Duroia longiflora Ducke 1925
- Duroia longifolia (Poepp.) K. Schum. 1889
- Duroia macrophylla Huber 1914
- Duroia maguirei Steyerm. 1972
- Duroia martiniana (Miers) Bremek. 1934
- Duroia melinonii Standl. 1936
- Duroia merumensis Steyerm. 1965
- Duroia micrantha (Ladbr.) Zarucchi & J.H. Kirkbr. 1990
- Duroia nitida Steyerm. 1965
- Duroia oocarpa Standl. 1931
- Duroia palustris Ducke 1932
- Duroia panamensis Dwyer 1968
- Duroia paraensis Ducke 1925
- Duroia paruensis Steyerm. 1965
- Duroia petiolaris Spruce ex K. Schum. 1889
- Duroia plicata Benoist 1920
- Duroia prancei Steyerm. 1972
- Duroia retrorsipila Steyerm. 1965
- Duroia saccifera (Mart. ex Roem. & Schult.) Hook. f. ex Schumann 1889
- Duroia sancti-ciprianii Devia, C.H. Perss. & C.M. Taylor 1999
- Duroia soejartoi D.R. Simpson 1982
- Duroia spraguei Wernham 1914
- Duroia sprucei Rusby 1920
- Duroia steinbachii Standl. 1931
- Duroia stenophylla Standl. 1936
- Duroia strigosa Steyerm. 1965
- Duroia surinamensis (Steud.) B.D. Jacks. & Hook. f. 1893
- Duroia trechocarpa Standl.
- Duroia trichocarpa Standl. 1931
- Duroia triflora Ducke 1925
- Duroia utleyorum Dwyer 1993
- Duroia valesca C.H. Perss. & Delprete 2010
- Duroia velutina (Spruce ex Benth. & Hook. f.) J. D. Hook. ex Schumann 1889
- Duroia velutina Hook. f. ex K. Schum. 1889